# Kizlyarsky (huyện)
Huyện Kizlyarsky (tiếng Nga: ? райо́н) là một huyện hành chính tự quản (raion), của Dagestan, Nga. Huyện có diện tích 3116 kilômét vuông, dân số thời điểm ngày 1 tháng 1 năm 2000 là 59100 người. Trung tâm của huyện đóng ở Kizlyar.